# Kaczek (osada leśna)
Kaczek – osada leśna w Polsce położona w województwie warmińsko-mazurskim, w powiecie nowomiejskim, w gminie Nowe Miasto Lubawskie.
W latach 1975–1998 miejscowość należała administracyjnie do województwa toruńskiego.